# Kalø (halvø)
 For alternative betydninger, se Kalø. (Se også artikler, som begynder med Kalø)
Kalø var oprindelig en  ø i Kalø Vig ved Djurslands sydkyst, som i forbindelse med opførelsen af Kalø Slot blev forbundet med fastlandet via en knap 900 meter lang dæmning.  Kongeborgen Kalø Slot blev grundlagt af kong Erik Menved omkring 1313 som én af mindst fire borge i Jylland for at styrke kongemagten efter omfattende bondeopstande. Kalø er en del af Nationalpark Mols Bjerge.